# كيمبرلي كروجر
كيمبرلي كروجر (بالإنجليزية: Kimberly Krueger)‏ هي متسابقة ملكة الجمال أمريكية، ولدت في 7 نوفمبر 1984 في فارغو في الولايات المتحدة.